# 真納橋
真納橋是一座環形立交橋，位於巴基斯坦卡拉奇，建於1993年至1997年間，以巴基斯坦國父穆罕默德·阿里·真納命名。